# Athlon
Pour les articles homonymes, voir K7.
AMD K6-III K8 (architecture)
Athlon 64
L’Athlon est un microprocesseur de 7e génération, fabriqué par AMD. Il est aussi désigné sous le nom de code K7. Il s'agit d'une profonde évolution du K6.
Le K7 est un processeur superscalaire à 3 voies : 
- décodeur à trois voies qui convertit les instructions x86 en micro-instructions, calibrées (un peu comme pour le RISC) ;
- 3 ALU pour les entiers et les instructions ;
- 3 FPU indépendantes (là où le concurrent Pentium III ne possédait qu'une double FPU avec dépendances).

Le pipeline est de 10 étages.

Le cache de niveau 1 est de 64 Kio pour les données et de 64 Kio pour les instructions. La taille du cache L2 varie selon les modèles.
Il dispose du bus EV6 développé par DEC pour l'Alpha, capable de faire transiter 2 paquets de 64 bits par cycle d'horloge. À 100 MHz, on parle de bus DDR (Double Data Rate) à 200 MT/s.

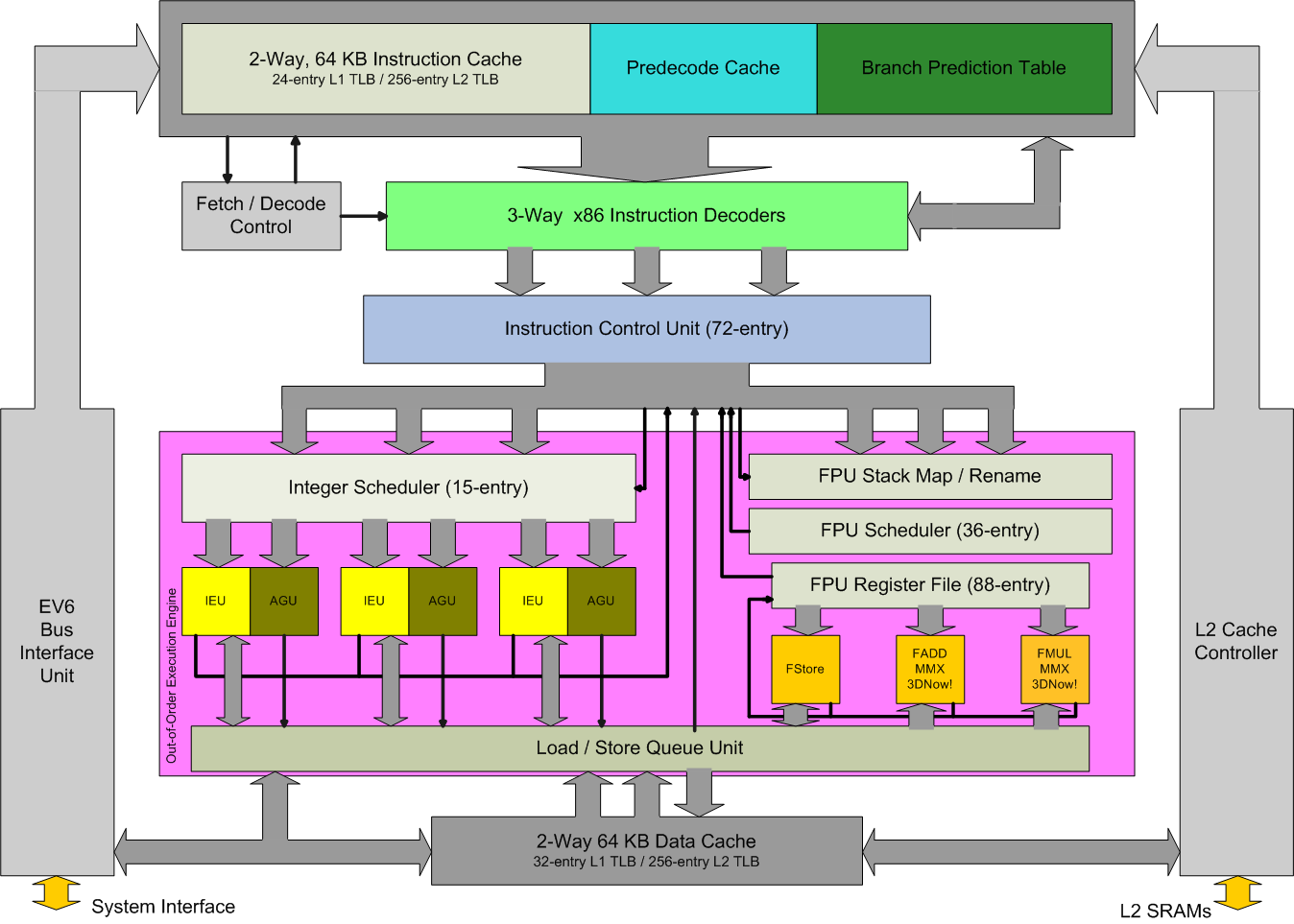
Microarchitecture de l'Athlon

Le successeur de l'Athlon est l'Athlon 64 d'architecture K8.

## Athlon classique

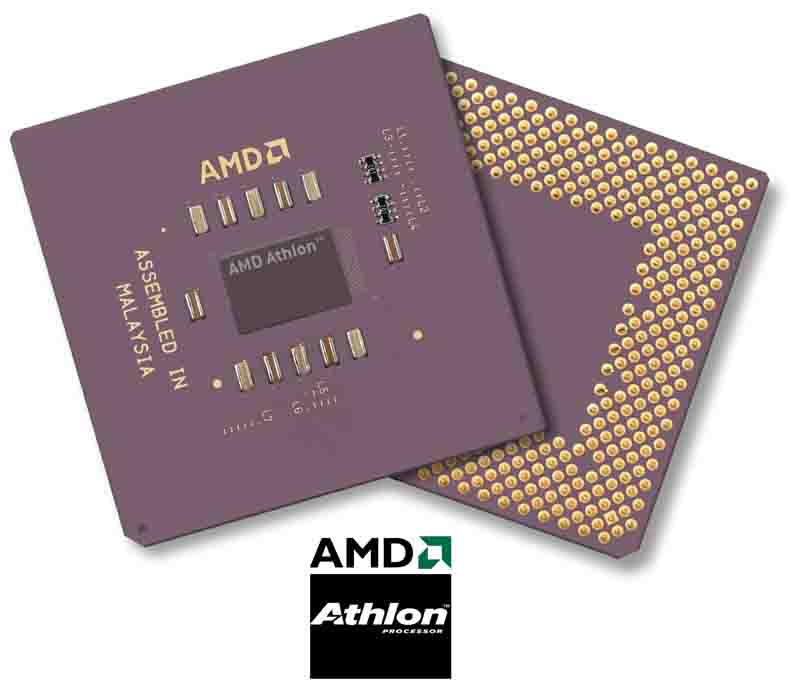
processeur AMD Athlon.

L’Athlon a commencé sa carrière le 23 juin 1999 avec un boîtier de type Slot A (cartouche) à la manière des Pentium III de l'époque. Le processeur était monté sur une carte fille disposant de 512 Ko de cache de niveau 2 tournant à la moitié de la vitesse du processeur.
Les premières versions gravées en 0,25 micromètre (K7) étaient cadencées à 500 et 700 MHz, il s'agissait du CPU x86 le plus rapide.
La transition vers le 0,18 micromètre (K75) a permis de monter en fréquence jusqu'à 1 000 MHz.

## Athlon Thunderbird (T-Bird)
En 2000, AMD a sorti un nouveau coeur gravé en 0,18 micromètre. Le cache de niveau 2, de 256 Kio, est cette fois sur le die et non plus sur la carte fille.
Les modèles B se présentèrent ensuite au format PGA Socket A (462 broches) et remportèrent un très large succès. À cette époque une version à bas prix du nom de Duron fut disponible (avec un cache L2 réduit à 64 Kio). Les Athlon T-Bird C supportaient un FSB porté à 133 MHz.
À cette époque la DDR SDRAM fit son apparition, permettant de tirer profit du bus EV6. Ce type de mémoire a progressivement remplacé la SDRAM classique, et s'est imposée face à la très onéreuse RDRAM utilisée par le Pentium 4.

## Athlon XP
La gamme fut lancée en octobre 2001.
Les performances indiquées par la fréquence correspondent à l'équivalence donnée par le Performance Rating (dit aussi p-Rating ou PR), qui donne un équivalent à la puissance de calcul d'un processeur Intel de gamme correspondante, en ce cas le Pentium 4. L'Athlon XP 2000+ est ainsi censé être équivalent à un Pentium 4 cadencé à 2 gigahertz, bien que sa fréquence réelle soit inférieure, à 1,66 GHz.

### Athlon Palomino
Cette révision apporte :
- une consommation électrique en baisse de 10 % ;
- ajout des instructions 3DNow! professionnal et support complet du SSE ;
- préchargement des données en cache (prefetch hardware).

Le FSB reste à 133 MHz, et le cache L2 à 256 Kio. Des versions mobiles furent disponibles (Athlon 4).

### Athlon Thoroughbred (T-Bred)
Transition au 0,13 micromètre, les révisions A se révélèrent décevantes, se limitant à 1 800 MHz. 
Il fallut attendre la révision B pour monter en fréquence de fort belle manière (2 250 MHz) par :
- ajout d’une couche métallique supplémentaire ;
- ajout de condensateurs de découplage.

Le FSB reste à 133 MHz (166 MHz sur les 2600+ et 2800+), et le cache L2 à 256 Kio. Des versions mobiles furent disponibles.

### Athlon Barton et Thorton
Le Barton est un T-Bred rev B avec 512 Kio de cache L2. Le Thorton est un Barton avec la moitié du cache L2 désactivée. Une manipulation permettait de déverrouiller les 256 Kio restants.

### Athlon XP Mobile
Modèle sélectionné pour sa gravure réussie, il remplace les Palomino mobiles. Une fonction permet de moduler le coefficient multiplicateur en fonction de la charge de calcul : le PowerNow!. Le core sera le T-Bred puis le Barton.
Une version Athlon XP-M, le « Dublin », sera basée sur le K8.

## Modèles

### Athlon

#### AthlonClassic
- → K7 « Argon » (250 nm)
- → K75 « Pluto/Orion » (180 nm)
- Cache L1 : 64 + 64 Kio (Données + Instructions)
- Cache L2 : 512 Kio sur carte fille à 50, 40 ou 33 % de la fréquence du CPU
- MMX, 3DNow!
- Slot A (bus EV6)
- FSB : 100 MHz (200 MHz DDR)
- Tension : 1,6 V (K7), 1,6–1,8 V (K75)
- Sortie : 23 juin 1999 (K7), 29 novembre 1999 (K75)
- Fréquence : 500–700 MHz (K7), 550–1 000 MHz (K75)

#### Thunderbird (180nm)
- Cache L1 : 64 + 64 Kio (Données + Instructions)
- Cache L2 : 256 Kio, fullspeed
- MMX, 3DNow!
- Slot A & Socket A (bus EV6)
- FSB : 100 MHz (Slot-A, modèles B) et 133 MHz sur les modèles C (toujours en DDR)
- Tension : 1,7 V - 1,75 V
- Sortie : 5 juin 2000
- Fréquence : 
  - Slot A : 650–1 000 MHz
  - Socket A, FSB 100 (modèles B) : 650–1 400 MHz
  - Socket A, FSB 133 (modèles C) : 1 000–1 400 MHz

### Athlon XP

#### Palomino (180nm)
- Cache L1 : 64 + 64 Kio (Données + Instructions)
- Cache L2 : 256 Kio, fullspeed
- MMX, 3DNow!, SSE
- Socket A (bus EV6)
- FSB : 133 MHz double vitesse
- Tension : 1,75 V
- Sortie : 9 octobre 2001
- Fréquence : 1 333–1 733 MHz (1500+ à 2100+)

#### Thoroughbred A/B (130nm)
- Cache L1 : 64 + 64 Kio (Données + Instructions)
- Cache L2 : 256 Kio, fullspeed
- MMX, 3DNow!, SSE
- Socket A (bus EV6)
- FSB : 133/166 MHz
- Tension : 1,5 V - 1,65 V
- Sortie : 10 juin 2002 (A), 21 août 2002 (B)
- Fréquence :
  - T-Bred « A » : 1 400–1 800 MHz (1600+ à 2200+)
  - T-Bred « B » : 1 400–2 250 MHz (1600+ à 2800+)
  - FSB 133 : 1 400–2 133 MHz (1600+ à 2600+)
  - FSB 166 : 2 083–2 250 MHz (2600+ à 2800+)

#### Thorton (130nm)
- Cache L1 : 64 + 64 Kio (Données + Instructions)
- Cache L2 : 256 Kio, fullspeed
- MMX, 3DNow!, SSE
- Socket A (bus EV6)
- FSB : 133 MHz double vitesse
- Tension : 1,6 V - 1,65 V
- Sortie : septembre 2003
- Fréquence : 1 667–2 000 MHz (2000+ à 2400+)

#### Barton (130nm)
- Cache L1 : 64 + 64 Kio (Données + Instructions)
- Cache L2 : 512 Kio, fullspeed
- MMX, 3DNow!, SSE
- Socket A (bus EV6)
- FSB : 166/200 MHz double vitesse
- Tension : 1,65 V
- Sortie : 10 février 2003
- Fréquence : 1 833–2 200 MHz (2500+ à 3200+)
  - FSB 166 : 1 833–2 166 MHz (2500+ à 3000+)
  - FSB 200 : 2100, 2 200 MHz (3000+, 3200+)